# Megachile izucara
Megachile izucara är en biart som beskrevs av Cresson 1878. Megachile izucara ingår i släktet tapetserarbin, och familjen buksamlarbin. Inga underarter finns listade i Catalogue of Life.